# Roque Júnior
José Vítor Roque Júnior, noto come Roque Júnior (Santa Rita do Sapucaí, 31 agosto 1976), è un allenatore di calcio ed ex calciatore brasiliano, di ruolo difensore. Campione del Mondo con la nazionale brasiliana nel 2002.

## Carriera

### Giocatore

#### Club
Roque Júnior ha giocato nelle file di São José, Palmeiras, Milan (acquistato nel 2000 per 8,5 milioni di euro), con cui ha vinto la Champions League 2002-2003 (giocando parte della finale infortunato), Leeds Utd, Siena e Bayer Leverkusen. Malgrado i successi con la nazionale brasiliana la sua carriera nelle squadre di club non è stata all'altezza di quella in nazionale.
Il 24 febbraio 2010 firma per l'Ituano, squadra di Serie B brasiliana.

#### Nazionale
È stato per molto tempo titolare della nazionale verdeoro e ha fatto parte della formazione titolare del Brasile vincitore ai Mondiali 2002.

### Allenatore
Una volta ritiratosi dal calcio giocato, Roque Júnior diventa allenatore, guidando alla sua prima esperienza in panchina il XV de Piracicaba nel 2015. Dal marzo 2016 entra a far parte delle giovanili della Lazio in veste di collaboratore tecnico.

## Statistiche

### Presenze e reti nei club
Statistiche aggiornate all'8 marzo 2010.
| Stagione                | Squadra                 | Campionato              | Campionato | Campionato | Coppe nazionali | Coppe nazionali | Coppe nazionali | Coppe continentali | Coppe continentali | Coppe continentali | Altre coppe | Altre coppe | Altre coppe | Totale | Totale |
| Stagione                | Squadra                 | Comp                    | Pres       | Reti       | Comp            | Pres            | Reti            | Comp               | Pres               | Reti               | Comp        | Pres        | Reti        | Pres   | Reti   |
| ----------------------- | ----------------------- | ----------------------- | ---------- | ---------- | --------------- | --------------- | --------------- | ------------------ | ------------------ | ------------------ | ----------- | ----------- | ----------- | ------ | ------ |
| 1994                    | São José                | A1/SP                   | 0          | 0          | -               | -               | -               | -                  | -                  | -                  | -           | -           | -           | 0      | 0      |
| 1995                    | São José                | A1/SP                   | 0          | 0          | -               | -               | -               | -                  | -                  | -                  | -           | -           | -           | 0      | 0      |
| Totale São José         | Totale São José         | Totale São José         | 0          | 0          |                 | -               | -               |                    | -                  | -                  |             | -           | -           | 0      | 0      |
| 1995                    | Palmeiras               | A                       | 1          | 0          | CB              | 0               | 0               | -                  | -                  | -                  | -           | -           | -           | 1      | 0      |
| 1996                    | Palmeiras               | A                       | 12         | 0          | CB              | 0               | 0               | -                  | -                  | -                  | -           | -           | -           | 12     | 0      |
| 1997                    | Palmeiras               | A                       | 26         | 0          | CB              | 0               | 0               | -                  | -                  | -                  | -           | -           | -           | 26     | 0      |
| 1998                    | Palmeiras               | A                       | 8          | 0          | CB              | 0               | 0               | -                  | -                  | -                  | -           | -           | -           | 8      | 0      |
| 1999                    | Palmeiras               | A                       | 16         | 1          | CB              | 0               | 0               | CL                 | 9                  | 1                  | -           | -           | -           | 25     | 2      |
| 2000                    | Palmeiras               | A                       | 0          | 0          | CB              | 0               | 0               | CL                 | 7                  | 1                  | CInt        | 1           | 0           | 8      | 1      |
| 2000-2001               | Milan                   | A                       | 22         | 0          | CI              | 5               | 0               | UCL                | 8                  | 0                  | -           | -           | -           | 35     | 0      |
| 2001-2002               | Milan                   | A                       | 18         | 0          | CI              | 5               | 0               | CU                 | 9                  | 0                  | -           | -           | -           | 32     | 0      |
| 2002-2003               | Milan                   | A                       | 4          | 0          | CI              | 2               | 0               | UCL                | 2                  | 0                  | -           | -           | -           | 8      | 0      |
| Totale Milan            | Totale Milan            | Totale Milan            | 44         | 0          |                 | 12              | 0               |                    | 19                 | 0                  |             | -           | -           | 75     | 0      |
| 2003-gen. 2004          | Leeds Utd               | PL                      | 5          | 0          | FACup+CdL       | 0+2             | 2               | -                  | -                  | -                  | -           | -           | -           | 7      | 2      |
| gen.-giu. 2004          | Siena                   | A                       | 4          | 0          | CI              | 0               | 0               | -                  | -                  | -                  | -           | -           | -           | 4      | 0      |
| 2004-2005               | Bayer Leverkusen        | BL                      | 19         | 0          | CG+CdL          | 1+2             | 0               | UCL                | 7                  | 1                  | -           | -           | -           | 29     | 1      |
| 2005-2006               | Bayer Leverkusen        | BL                      | 15         | 0          | CG              | 2               | 0               | CU                 | 2                  | 0                  | -           | -           | -           | 19     | 0      |
| 2006-2007               | Bayer Leverkusen        | BL                      | 1          | 0          | CG              | 0               | 0               | -                  | -                  | -                  | -           | -           | -           | 1      | 0      |
| Totale Bayer Leverkusen | Totale Bayer Leverkusen | Totale Bayer Leverkusen | 35         | 0          |                 | 5               | 0               |                    | 9                  | 1                  |             | -           | -           | 49     | 1      |
| ott. 2007-apr. 2008     | Duisburg                | BL                      | 4          | 0          | CG              | 0               | 0               | -                  | -                  | -                  | -           | -           | -           | 4      | 0      |
| apr.-set. 2008          | Al-Rayyan               | SL                      | 3          | 0          | CE              | 0               | 0               | -                  | -                  | -                  | -           | -           | -           | 3      | 0      |
| 2008                    | Palmeiras               | A                       | 5          | 0          | CB              | 0               | 0               | CS                 | 2                  | 0                  | -           | -           | -           | 7      | 0      |
| Totale Palmeiras        | Totale Palmeiras        | Totale Palmeiras        | 68         | 1          |                 | 0               | 0               |                    | 18                 | 2                  |             | 1           | 0           | 87     | 3      |
| 2010                    | Ituano                  | D                       | 0          | 0          | CB              | 0               | 0               | -                  | -                  | -                  | -           | -           | -           | 0      | 0      |
| Totale carriera         | Totale carriera         | Totale carriera         | 163        | 1          |                 | 19              | 2               |                    | 46                 | 3                  |             | 1           | 0           | 229    | 6      |

### Cronologia presenze e reti in nazionale
| Cronologia completa delle presenze e delle reti in nazionale ― Brasile | Cronologia completa delle presenze e delle reti in nazionale ― Brasile | Cronologia completa delle presenze e delle reti in nazionale ― Brasile | Cronologia completa delle presenze e delle reti in nazionale ― Brasile | Cronologia completa delle presenze e delle reti in nazionale ― Brasile | Cronologia completa delle presenze e delle reti in nazionale ― Brasile | Cronologia completa delle presenze e delle reti in nazionale ― Brasile | Cronologia completa delle presenze e delle reti in nazionale ― Brasile |
| Data                                                                   | Città                                                                  | In casa                                                                | Risultato                                                              | Ospiti                                                                 | Competizione                                                           | Reti                                                                   | Note                                                                   |
| ---------------------------------------------------------------------- | ---------------------------------------------------------------------- | ---------------------------------------------------------------------- | ---------------------------------------------------------------------- | ---------------------------------------------------------------------- | ---------------------------------------------------------------------- | ---------------------------------------------------------------------- | ---------------------------------------------------------------------- |
| 9-10-1999                                                              | Amsterdam                                                              | Paesi Bassi                                                            | 2 – 2                                                                  | Brasile                                                                | Amichevole                                                             | -                                                                      |                                                                        |
| 23-2-2000                                                              | Bangkok                                                                | Thailandia                                                             | 0 – 7                                                                  | Brasile                                                                | Amichevole                                                             | 1                                                                      |                                                                        |
| 18-7-2000                                                              | Asunción                                                               | Paraguay                                                               | 2 – 1                                                                  | Brasile                                                                | Qual. Mondiali 2002                                                    | -                                                                      |                                                                        |
| 26-7-2000                                                              | San Paolo                                                              | Brasile                                                                | 3 – 1                                                                  | Argentina                                                              | Qual. Mondiali 2002                                                    | -                                                                      |                                                                        |
| 15-11-2000                                                             | San Paolo                                                              | Brasile                                                                | 1 – 0                                                                  | Colombia                                                               | Qual. Mondiali 2002                                                    | 1                                                                      | 65’                                                                    |
| 3-3-2001                                                               | Pasadena                                                               | Stati Uniti                                                            | 1 – 2                                                                  | Brasile                                                                | Amichevole                                                             | -                                                                      |                                                                        |
| 28-3-2001                                                              | Quito                                                                  | Ecuador                                                                | 1 – 0                                                                  | Brasile                                                                | Qual. Mondiali 2002                                                    | -                                                                      | 38’                                                                    |
| 1-7-2001                                                               | Montevideo                                                             | Uruguay                                                                | 1 – 0                                                                  | Brasile                                                                | Qual. Mondiali 2002                                                    | -                                                                      | 78’                                                                    |
| 12-7-2001                                                              | Cali                                                                   | Messico                                                                | 1 – 0                                                                  | Brasile                                                                | Coppa America 2001 - 1º turno                                          | -                                                                      | 71’                                                                    |
| 15-7-2001                                                              | Cali                                                                   | Brasile                                                                | 2 – 0                                                                  | Perù                                                                   | Coppa America 2001 - 1º turno                                          | -                                                                      |                                                                        |
| 18-7-2001                                                              | Cali                                                                   | Brasile                                                                | 3 – 1                                                                  | Paraguay                                                               | Coppa America 2001 - 1º turno                                          | -                                                                      | 50’, 58’                                                               |
| 9-8-2001                                                               | Curitiba                                                               | Brasile                                                                | 5 – 0                                                                  | Panama                                                                 | Amichevole                                                             | -                                                                      |                                                                        |
| 15-8-2001                                                              | Porto Alegre                                                           | Brasile                                                                | 2 – 0                                                                  | Paraguay                                                               | Qual. Mondiali 2002                                                    | -                                                                      |                                                                        |
| 5-9-2001                                                               | Buenos Aires                                                           | Argentina                                                              | 2 – 1                                                                  | Brasile                                                                | Qual. Mondiali 2002                                                    | -                                                                      | 41’                                                                    |
| 14-11-2001                                                             | São Luís                                                               | Brasile                                                                | 3 – 0                                                                  | Venezuela                                                              | Qual. Mondiali 2002                                                    | -                                                                      |                                                                        |
| 27-3-2002                                                              | Fortaleza                                                              | Brasile                                                                | 1 – 0                                                                  | Jugoslavia                                                             | Amichevole                                                             | -                                                                      | Ammonizione                                                            |
| 17-4-2002                                                              | Lisbona                                                                | Portogallo                                                             | 1 – 1                                                                  | Brasile                                                                | Amichevole                                                             | -                                                                      |                                                                        |
| 25-5-2002                                                              | Kuala Lumpur                                                           | Malaysia                                                               | 0 – 4                                                                  | Brasile                                                                | Amichevole                                                             | -                                                                      | 74’                                                                    |
| 3-6-2002                                                               | Ulsan                                                                  | Brasile                                                                | 2 – 1                                                                  | Turchia                                                                | Mondiali 2002 - 1º turno                                               | -                                                                      | 69’                                                                    |
| 8-6-2002                                                               | Seogwipo                                                               | Brasile                                                                | 4 – 0                                                                  | Cina                                                                   | Mondiali 2002 - 1º turno                                               | -                                                                      |                                                                        |
| 17-6-2002                                                              | Kōbe                                                                   | Brasile                                                                | 2 – 0                                                                  | Belgio                                                                 | Mondiali 2002 - Ottavi di finale                                       | -                                                                      |                                                                        |
| 21-6-2002                                                              | Shizuoka                                                               | Inghilterra                                                            | 1 – 2                                                                  | Brasile                                                                | Mondiali 2002 - Quarti di finale                                       | -                                                                      |                                                                        |
| 26-6-2002                                                              | Saitama                                                                | Brasile                                                                | 1 – 0                                                                  | Turchia                                                                | Mondiali 2002 - Semifinale                                             | -                                                                      |                                                                        |
| 30-6-2002                                                              | Yokohama                                                               | Germania                                                               | 0 – 2                                                                  | Brasile                                                                | Mondiali 2002 - Finale                                                 | -                                                                      | 6’                                                                     |
| 7-9-2003                                                               | Barranquilla                                                           | Colombia                                                               | 1 – 2                                                                  | Brasile                                                                | Qual. Mondiali 2006                                                    | -                                                                      |                                                                        |
| 10-9-2003                                                              | Manaus                                                                 | Brasile                                                                | 1 – 0                                                                  | Ecuador                                                                | Qual. Mondiali 2006                                                    | -                                                                      |                                                                        |
| 12-10-2003                                                             | Leicester                                                              | Brasile                                                                | 1 – 0                                                                  | Giamaica                                                               | Amichevole                                                             | -                                                                      |                                                                        |
| 16-11-2003                                                             | Lima                                                                   | Perù                                                                   | 1 – 1                                                                  | Brasile                                                                | Qual. Mondiali 2006                                                    | -                                                                      |                                                                        |
| 19-11-2003                                                             | Curitiba                                                               | Brasile                                                                | 3 – 3                                                                  | Uruguay                                                                | Qual. Mondiali 2006                                                    | -                                                                      |                                                                        |
| 18-2-2004                                                              | Dublino                                                                | Irlanda                                                                | 0 – 0                                                                  | Brasile                                                                | Amichevole                                                             | -                                                                      | Ammonizione                                                            |
| 31-3-2004                                                              | Asunción                                                               | Paraguay                                                               | 0 – 0                                                                  | Brasile                                                                | Qual. Mondiali 2006                                                    | -                                                                      |                                                                        |
| 28-4-2004                                                              | Budapest                                                               | Ungheria                                                               | 1 – 4                                                                  | Brasile                                                                | Amichevole                                                             | -                                                                      |                                                                        |
| 2-6-2004                                                               | Belo Horizonte                                                         | Brasile                                                                | 3 – 1                                                                  | Argentina                                                              | Qual. Mondiali 2006                                                    | -                                                                      |                                                                        |
| 6-6-2004                                                               | Santiago del Cile                                                      | Cile                                                                   | 1 – 1                                                                  | Brasile                                                                | Qual. Mondiali 2006                                                    | -                                                                      |                                                                        |
| 18-8-2004                                                              | Port-au-Prince                                                         | Haiti                                                                  | 0 – 6                                                                  | Brasile                                                                | Amichevole                                                             | -                                                                      |                                                                        |
| 4-9-2004                                                               | San Paolo                                                              | Brasile                                                                | 3 – 1                                                                  | Bolivia                                                                | Qual. Mondiali 2006                                                    | -                                                                      |                                                                        |
| 8-9-2004                                                               | Berlino                                                                | Germania                                                               | 1 – 1                                                                  | Brasile                                                                | Amichevole                                                             | -                                                                      |                                                                        |
| 9-10-2004                                                              | Maracaibo                                                              | Venezuela                                                              | 2 – 5                                                                  | Brasile                                                                | Qual. Mondiali 2006                                                    | -                                                                      |                                                                        |
| 13-10-2004                                                             | Maceió                                                                 | Brasile                                                                | 0 – 0                                                                  | Colombia                                                               | Qual. Mondiali 2006                                                    | -                                                                      |                                                                        |
| 17-11-2004                                                             | Quito                                                                  | Ecuador                                                                | 1 – 0                                                                  | Brasile                                                                | Qual. Mondiali 2006                                                    | -                                                                      |                                                                        |
| 5-6-2005                                                               | Porto Alegre                                                           | Brasile                                                                | 4 – 1                                                                  | Paraguay                                                               | Qual. Mondiali 2006                                                    | -                                                                      | Ammonizione                                                            |
| 8-6-2005                                                               | Buenos Aires                                                           | Argentina                                                              | 3 – 1                                                                  | Brasile                                                                | Qual. Mondiali 2006                                                    | -                                                                      | Ammonizione                                                            |
| 16-6-2005                                                              | Lipsia                                                                 | Brasile                                                                | 3 – 0                                                                  | Grecia                                                                 | Conf. Cup 2005 - 1º turno                                              | -                                                                      |                                                                        |
| 19-6-2005                                                              | Hannover                                                               | Messico                                                                | 1 – 0                                                                  | Brasile                                                                | Conf. Cup 2005 - 1º turno                                              | -                                                                      | 29’                                                                    |
| 25-6-2005                                                              | Norimberga                                                             | Germania                                                               | 2 – 3                                                                  | Brasile                                                                | Conf. Cup 2005 - Semifinale                                            | -                                                                      | 13’                                                                    |
| 29-6-2005                                                              | Francoforte sul Meno                                                   | Brasile                                                                | 4 – 1                                                                  | Argentina                                                              | Conf. Cup 2005 - Finale                                                | -                                                                      | [ 3 ]                                                                  |
| 9-10-2005                                                              | La Paz                                                                 | Bolivia                                                                | 1 – 1                                                                  | Brasile                                                                | Qual. Mondiali 2006                                                    | -                                                                      | Ammonizione                                                            |
| 12-11-2005                                                             | Abu Dhabi                                                              | Emirati Arabi Uniti                                                    | 0 – 8                                                                  | Brasile                                                                | Amichevole                                                             | -                                                                      | 46’                                                                    |
| Totale                                                                 |                                                                        | Presenze                                                               | 48                                                                     |                                                                        | Reti                                                                   | 2                                                                      |                                                                        |

## Palmarès

### Giocatore

#### Club

##### Competizioni statali
- Campionato paulista: 1

Palmeiras: 1996
- Torneo Rio-San Paolo: 1

Palmeiras: 2000

##### Competizioni nazionali
- Coppa del Brasile: 1

Palmeiras: 1998
- Coppa Italia: 1

Milan: 2002-2003

##### Competizioni internazionali
- Coppa Mercosur: 1

Palmeiras: 1998
- Coppa Libertadores: 1

Palmeiras: 1999
- UEFA Champions League: 1

Milan: 2002-2003

### Nazionale
- Campionato mondiale: 1

Corea del Sud-Giappone 2002
- Confederations Cup: 1

2005